# Törnkråkor
Törnkråkor (Cracticinae) är en underfamilj med tättingar inom familjen svalstarar som omfattar 12 kråkliknande arter som alla förekommer i Australasien och närliggande områden. Tidigare behandlades gruppen som den egna familjen Cracticidae.

## Arter
Arterna placeras vanligen i fem släkten. Flöjtkråka placeras i det egna släktet Gymnorhina och en molekylär studie från 2013 visar att den är systertaxon med svart törnkråka (Melloria quoyi).
- Underfamiljen Cracticinae:
  - Släkte Peltops
    - Bergpeltops (Peltops montanus)
    - Låglandspeltops (Peltops blainvillii)

  - Släkte Melloria
    - Svart törnkråka (Melloria quoyi)

  - Släkte Gymnorhina
    - Flöjtkråka (Gymnorhina tibicen)

  - Släkte Cracticus
    - Grå törnkråka (Cracticus torquatus)
    - Silverryggig törnkråka (Cracticus argenteus)
    - Svartryggig törnkråka (Cracticus mentalis)
    - Svartvit törnkråka (Cracticus nigrogularis)
    - Papuatörnkråka (Cracticus cassicus)
    - Tagulatörnkråka (Cracticus louisiadensis)

  - Släkte Strepera
    - Svartvit kurrawong (Strepera graculina)
    - Svart kurrawong (Strepera fuliginosa)
    - Grå kurrawong (Strepera versicolor)